# Fronteira Bulgária–Turquia
A fronteira entre a Bulgária e a Turquia (em búlgaro:  Границата между България и Турция,em turco:  Bulgaristan–Türkiye sınırı) é uma linha de 269 km de extensão, no sentido leste-oeste, que separa o norte da Turquia Europeia do território da Bulgária, no distrito de Burgas. O extremo leste da fronteira é a foz do rio Rezovo, no litoral do Mar Negro. No oeste é a fronteira tríplice Bulgária-Turquia-Grécia nas proximidades de Edirne (Turquia).
Essa fronteira teve sua definição entre 1908, com a independência da Bulgária, e consolidação com a dissolução do Império Otomano em 1918. Antes fora estabelecida pelo Tratado de San Stefano em 1878 como uma fronteira interior dentro do Império Otomano. As atuais fronteiras são definidas pelo Tratado de Constantinopla (1913) e pela Convenção Búlgaro-Otomana (1915). A fronteira foi reafirmada pelo Tratado de Lausanne dez anos mais tarde, embora a Bulgária não fosse parte neste último tratado, uma vez que tinha cedido anteriormente à Grécia essa parte da sua fronteira com a Turquia, que foi alterada pela Convenção Búlgaro-Otomana.
Atualmente há três passagens rodoviárias nesta fronteira, a mais movimentada delas, Kapıkule, é também das mais movimentadas fronteiras terrestres do mundo.

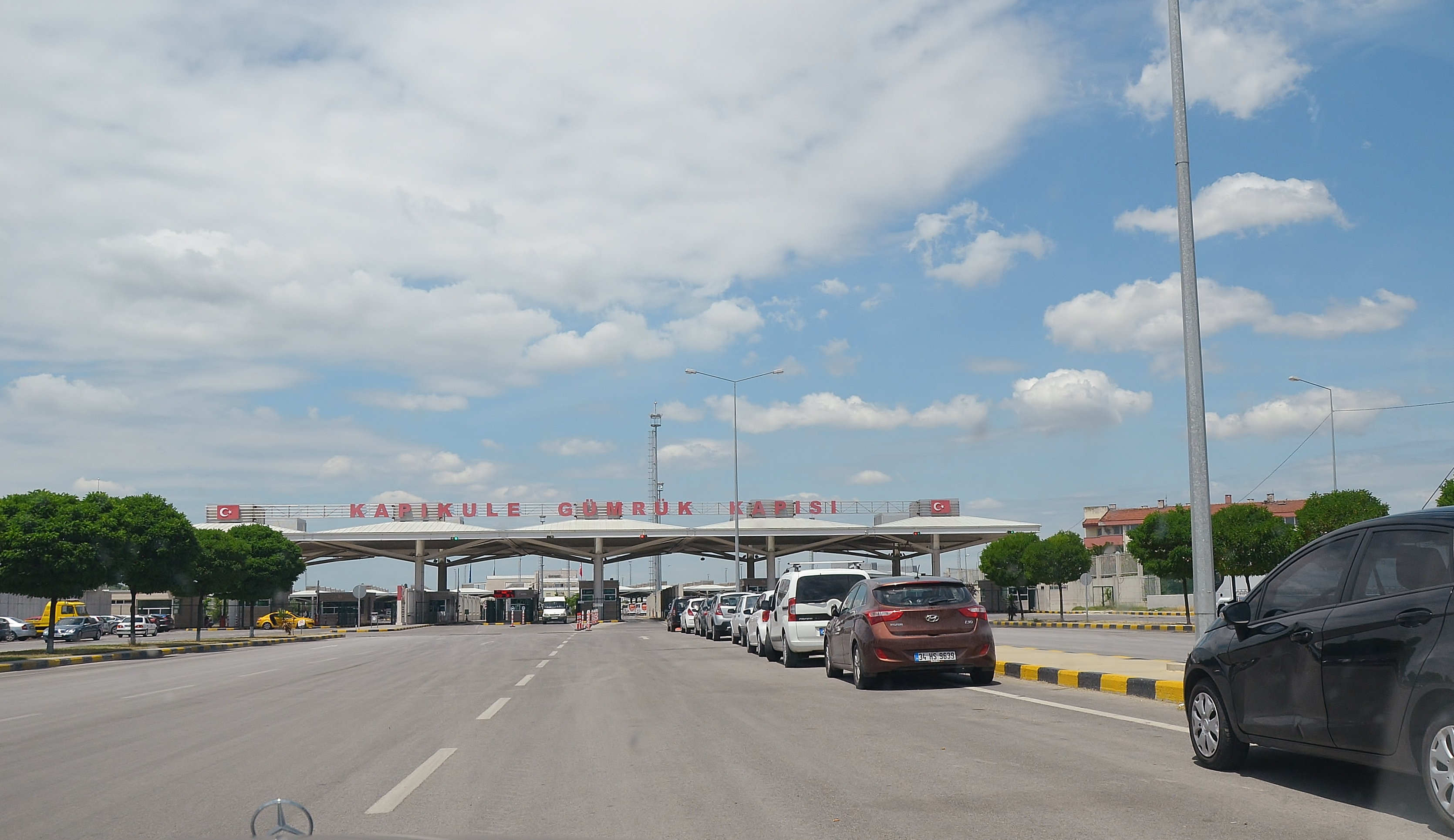
Fronteira de Kapıkule, vista do lado turco.